# Margomulyo (Glenmore)
Margomulyo is een bestuurslaag in het regentschap Banyuwangi van de provincie Oost-Java, Indonesië. Margomulyo telt 3717 inwoners (volkstelling 2010).